# Сайлентблок

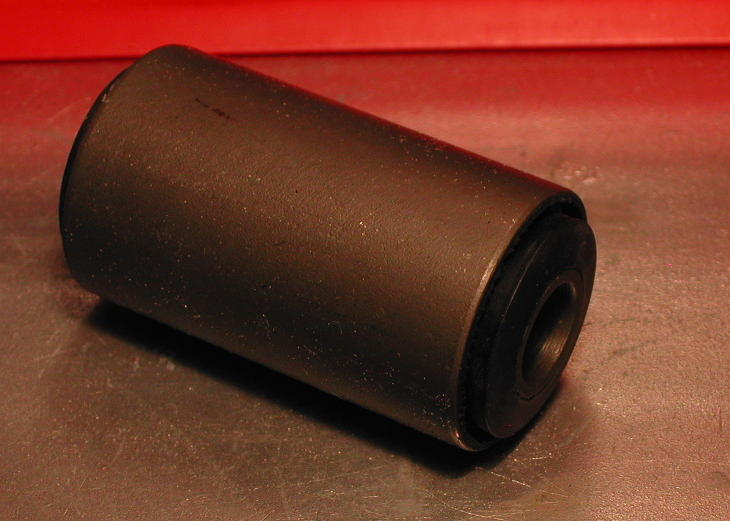
Сайлентблок передньої підвіски автомобіля Fiat 500R

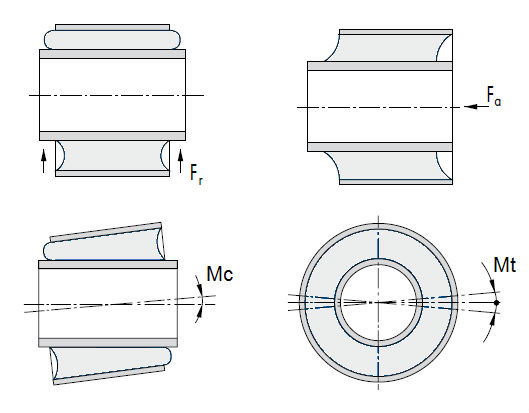
Можливі деформації сайлентблока

Сайлентбло́к (англ. silent block, букв. «тихий вузол») або гумометале́вий шарні́р — деталь машин чи механізмів, що належить до класу віброізоляторів і використовується для ізоляції вібраційних коливань та гасіння ударних навантажень.

## Конструкція
Сайлентбок типової конструкції складається з концентрично розташованих внутрішньої і зовнішньої прецизійних втулок (обойм), сполучених шаром елестомера, зазвичай гуми. Може виконуватись заливанням простору між втулками «сирим» еластомером з наступною вулканізацією або запресовкою готової, як правило, гумової втулки між двома металевими. Є конструктивні виконання сайлентблоків з однією втулкою, а роль другої втулки виконує деталь, з якою він контактує на місці монтажу.
Сайлентблок може гасити або ізолювати радіальні, осьові, карданні та торсіонні коливання (див. рисунок). Наведені конструкції сайлентблоків можуть використовуватись при радіальних зусиллях до 300 кН.
Різновиди сайлентблоків:
- сайлентблок у вигляді сферичної опори, що використовується при переважних карданних коливаннях;
- ексцентричний сайлентблок, що використовується при домінуючих радіальних коливаннях у певному напрямку;
- сайлентблоки для сприйняття переважно осьових навантажень у вигляді плоских металевих пластин із еластичним шаром між ними[2]
- сайлентблоки конічної форми, що забезпечує підвищену механічну жорсткість і несівну спроможність в одному з осьових напрямків[3]

## Принцип роботи
Нерознімне сполучення між гумою і металевими втулками усуває тертя ковзання між ними, що могло би стати причиною прискореного зношування еластомера. При цьому шар еластомера поглинає та розсіює коливання (вібрації, удари, знакозмінні деформації) завдяки властивості еластичної деформації внутрішніх зв'язків еластомера. Здатність до гасіння коливань визначається типом і твердістю еластомера. Найкращі фізичні властивості для ізоляції і гасіння коливань мають поліуретан та еластомери на основі натурального каучуку (NR).

## Переваги та недоліки
Сайлентблоки не потребують технічного обслуговування і змащення, забезпечують шумоізоляцію, компенсують похибки виготовлення і монтажу суміжних конструктивних елементів. Але з часом, внаслідок старіння гуми, механічного зносу або впливу навколишнього середовища, вони можуть втрачати свої властивості. Ознаками зношення можуть бути нерівномірний знос шин, сторонні шуми (стуки, скрипи), вібрації, погіршення керованості або відхилення автомобіля від прямолінійного руху.

## Використання
Найбільше використання сайлентблоки знайшли в автомобільній техніці. Вони використовуються:
- для кріплення важелів передньої підвіски автомобіля;
- для кріплення стабілізатора поперечної стійкості;
- для кріплення реактивних тяг;
- для кріплення штанг задньої підвіски;
- як опори балок кріплення двигуна і коробки передач;
- як пружні вузли кріплення амортизаторів.